# Gobernación de Kuwait
La gobernación o provincia de Kuwait, fue, durante un breve periodo de 6 meses, la subdivisión N.º 19 de Irak. 

## Historia

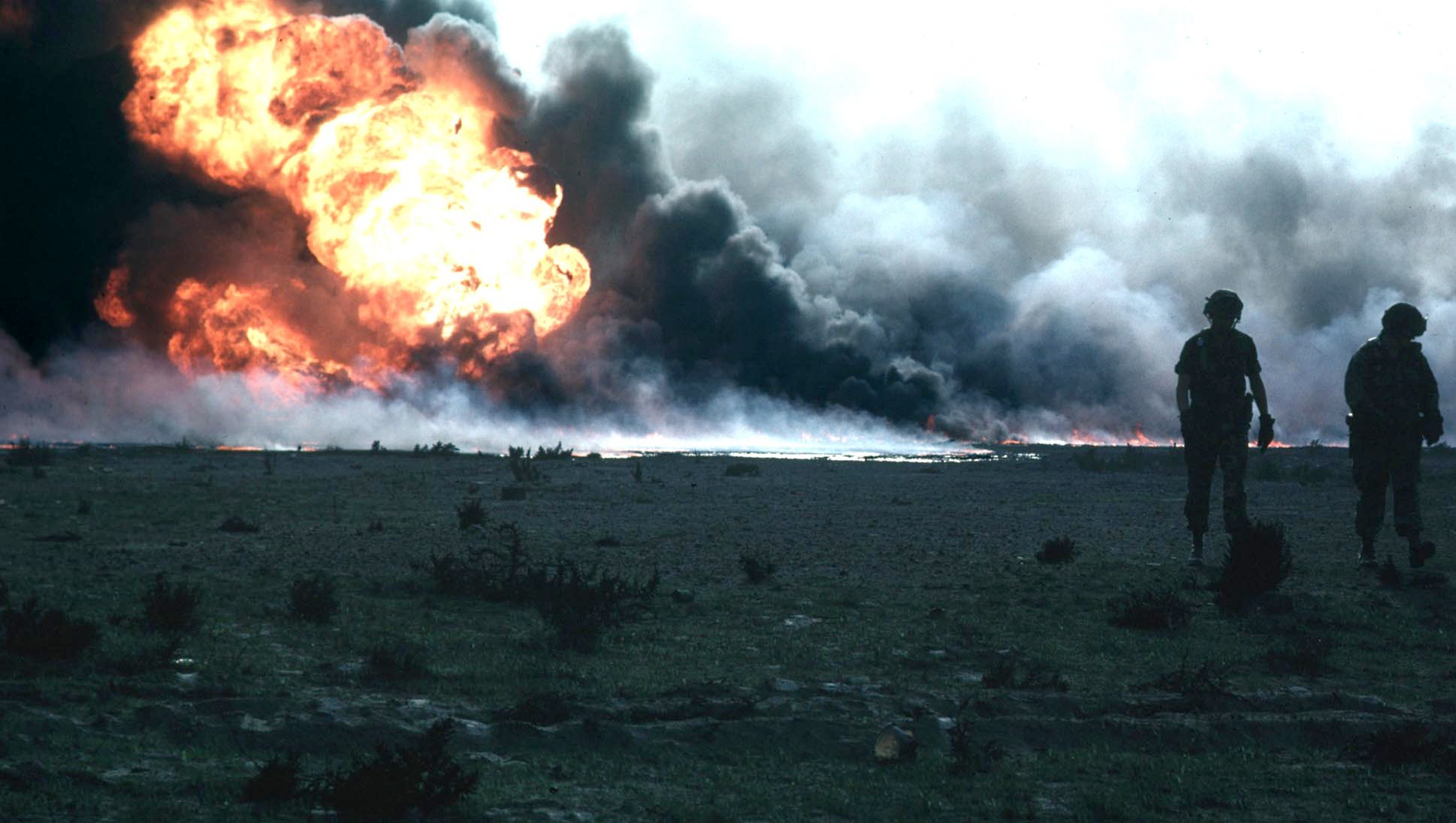
Pozos de petróleo incendiados por tropas de Sadam en su retirada de Kuwait

El 2 de agosto de 1990, tras una larga serie de conflictos económicos, diplomáticos y territoriales entre el Irak de Sadam Huseín y Kuwait, se produce una invasión por sorpresa al territorio kuwaití. Con esta guerra-relámpago, se derroca al gobierno del emir Yaber III, que huye a Arabia Saudí con parte del ejército, mientras que su hermano Fahd es asesinado en el palacio oficial.
Tras la invasión, se crea un breve estado títere llamado República de Kuwait, que es dirigido por Alaa Hussein Ali. La república está anexionada de facto casi desde su primer día, pero es el 28 de agosto cuando la anexión se consuma, integrándose oficialmente el actual estado de Kuwait como la 19.ª provincia de Irak, de la que será nombrado gobernador un primo de Sadam, el también ministro Ali Hassan al-Mayid.
La Gobernación de Kuwait formará parte de Irak durante 6 meses. Los motivos argumentados para su anexión, aparte del interés económico, era la defensa, por parte del gobierno de Bagdad de que Kuwait era posesión del valiato de Basora hasta que fue independizado por injerencias británicas a principios de siglo XX.
Kuwait constituyó el puerto natural más importante de Irak, que de otro modo no tiene salida al mar más que la desembocadura de los ríos Tigris y Éufrates.
Tras el inicio de la Operación Tormenta del Desierto, en enero de 1991, Kuwait fue liberado, el gobierno del emir restituido el 26 de febrero de dicho año. Las tropas iraquíes incendiaron los pozos petroliferos kuwaitíes en su retirada.